# Buruganahalli, Koratagere
Buruganahalli là một làng thuộc tehsil Koratagere, huyện Tumkur, bang Karnataka, Ấn Độ.